# Краматорський аероклуб
Краматорський аероклуб — навчальний заклад для підготовки льотчиків, парашутистів, планеристів.

## Історія
Створено в 1934 році. Спочатку була створена планерна група, і 17 перших курсантів приступили до вивчення матеріальної частини планера та теорії польотів. В районі Шлакової гори проходили перші пробні польоти на планері.
Восени 1935 року народження, з придбанням двох літаків У-2, почали працювати перші гуртки парашутистів. Протягом літа 1936 було вже підготовлено 24 парашутисти, 5 з яких, котрі виконали по 11 стрибків, отримали звання «інструкторів парашутного спорту 2-й категорії».
До 18 серпня 1936 — Дню авіації — в парашутній групі займалося понад 60 осіб.
У зимові місяці займалися теоретичним навчанням, наполегливо вивчали матеріальну частину мотора і літака, планера і парашута, теорію авіації, військово-хімічну справу, топографію, метеорологію, аеронавігацію. В середині весни курсанти складали іспити з теоретичних дисциплін, після чого починалися заняття: польоти на планерах і літаках, стрибки з парашутом. Для цих занять аероклубівці виїжджали в табір. Програма практичного навчання була розрахована на 236 годин, з яких 74 години відводилося для вивізних польотів.
У 1941 році аероклуб був об'єднаний зі Слов'янським. На той час було підготовлено 2800 льотчиків та авіаційних техніків.

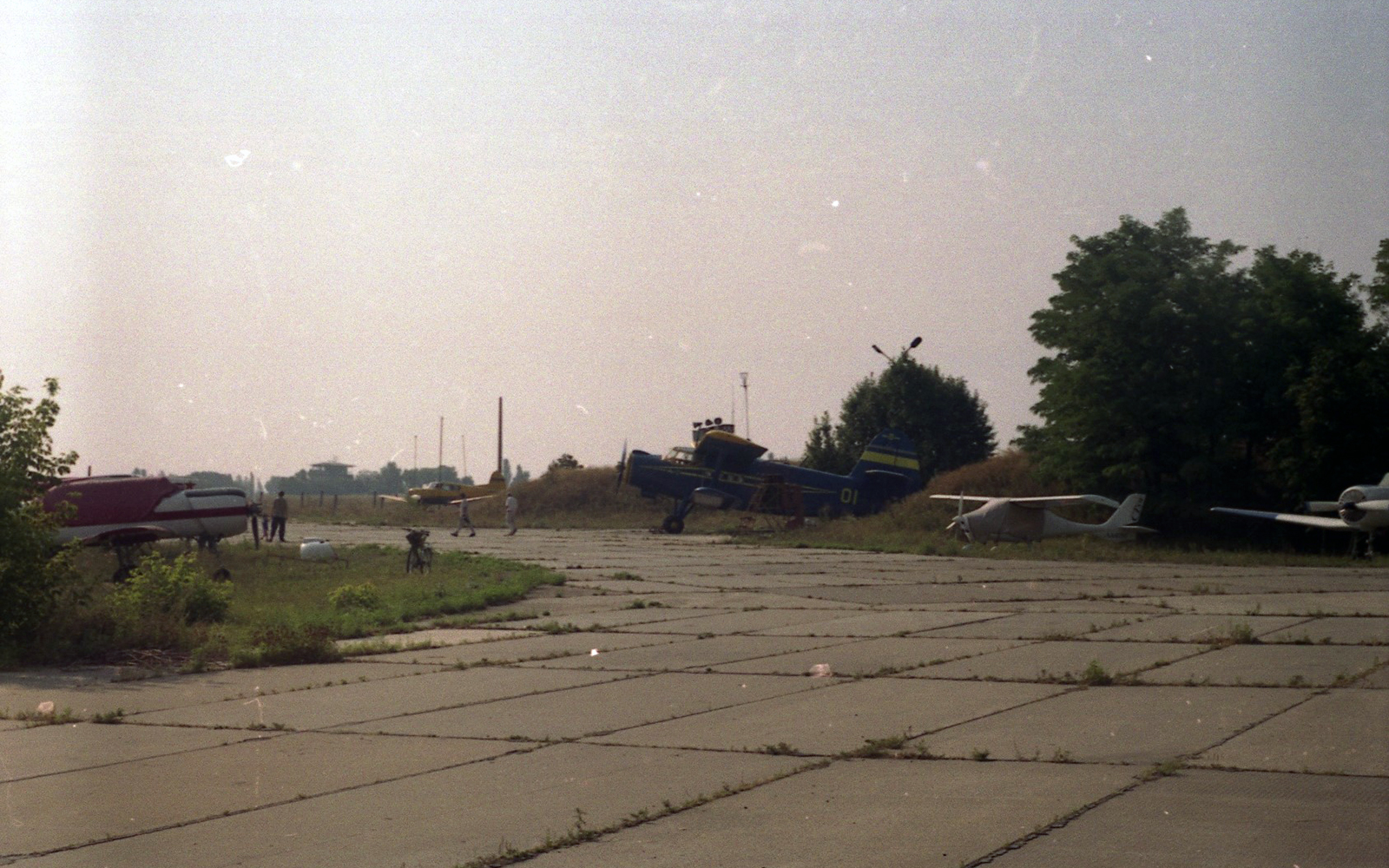
літаки краматорського аероклюбу, 2006 р.

Після Другої світової війни клуб відновив свою роботу.
В 2014 під час боїв за аеродром проросійські сепаратисти спалили літак Ан-2, що використовувався для стрибків з парашутом.

## Герої Радянського Союзу— випускники аероклубу
- Горкунов Михайло Степанович
- Бучавий Валентин Романович
- Ржавський Микита Харитонович
- Свірчевський Володимир Степанович
- Чепіга Юрій Якович
- Молчанов Василь Михайлович
- Титович Володимир Васильович
- Недбайло Анатолій Костянтинович

## Відомі випускники аероклубу
- Єрмолов Апполінарій
- Горгуль Степан
- Мальцев Олексій